# Arad (Izrael)
Arad (héber: עֲרָד, arab: عِرَادَ) város Izraelben, a Holt-tengertől nyugatra, a Negev és a Júdeai-sivatag határán. Légvonalban 37, közúton 47 km-re keletre fekszik Beér-Sevától. Lakossága 24 ezer fő volt 2014-ben.
1921-ben az első világháborúból leszerelt katonák egy csoportja próbált itt letelepedni, de vízhiány miatt hamarosan feladták a tervüket. 1961-ben kezdődött a Beér-Seva és Hebron közötti területek fejlesztése, amely szükségessé tette egy központi település építését is. Ez az új település a nevét az innen 8 km-re nyugatra levő Tell Arad neve után kapta, egy régészeti területről, amely az osztrakon leleteiről vált ismertté.
Arad lakosainak nagy része ma a város gyárüzemeiben dolgozik (melyek termelése a közeli földgázmezőkre támaszkodik), továbbá a Holt-tenger melletti üzemekben adódó munkákból és az idegenforgalomból él.

## Fordítás
Ez a szócikk részben vagy egészben  az   Arad, Israel című angol Wikipédia-szócikk fordításán alapul.  Az eredeti cikk szerkesztőit annak laptörténete sorolja fel. Ez a jelzés csupán a megfogalmazás eredetét és a szerzői jogokat jelzi, nem szolgál a cikkben szereplő információk forrásmegjelöléseként.